# Джуличи (община Андриевица)
Джуличи (на сръбски: Ђулићи) е село в Черна гора, разположено в община Андриевица. Намира се на 1574 метра надморска височина. Населението му според преброяването през 2011 г. е 101 души, от тях: 68 (67,3 %) сърби, 27 (26,7 %) черногорци и 6 (5,9 %) сърби-черногорци.

## Население
Численост на населението според преброяванията през годините:
- 1948 – 317 души
- 1953 – 303 души
- 1961 – 252 души
- 1971 – 223 души
- 1981 – 181 души
- 1991 – 153 души
- 2003 – 130 души
- 2011 – 101 души